# Биркенфельде
Биркенфельде (нем. Birkenfelde) — община в Германии, в земле Тюрингия. 
Входит в состав района Айхсфельд. Подчиняется управлению Удер.  Население составляет 601 человек (на 31 декабря 2010 года). Занимает площадь 8,34 км².